# Ebreichsdorf
Ebreichsdorf è un comune austriaco di 10 654 abitanti nel distretto di Baden, in Bassa Austria; ha lo status di città (Stadtgemeinde).

## Monumenti e luoghi d'interesse
- Castello di Ebreichsdorf